# Rhynchocypris
Rhynchocypris is een geslacht van straalvinnige vissen uit de familie van eigenlijke karpers (Cyprinidae).

## Soorten
- Rhynchocypris czekanowskii (Dybowski, 1869)
- Rhynchocypris dementjevi (Turdakov & Piskarev, 1954)
- Rhynchocypris lagowskii (Dybowski, 1869)
- Rhynchocypris oxycephalus (Sauvage & Dabry de Thiersant, 1874)
- Rhynchocypris percnurus (Pallas, 1814)
- Rhynchocypris poljakowii (Kessler, 1879)